# フランチシェク・ヤレツキ
フランチシェク・ヤレツキ（Franciszek Jarecki、1931年9月7日-2010年10月24日）は、ポーランド出身の操縦士、経営者、エンジニア。元・ポーランド人民空軍（現・ポーランド空軍）中尉。1953年3月5日、当時最新鋭のジェット戦闘機だったMiG-15で、ポーランドからデンマークへ亡命した。

## 生い立ち
ヤレツキは1931年9月7日、クラクフ近郊のグドゥフで産まれた。職業軍人だった父イグナツィ・ヤレツキがスタニラーヴィウ（現・イヴァーノ＝フランキーウシク）に配属されたため、出生後すぐに、一家はスタニラーヴィウに移った。5歳の時に初めて飛行機を見て以来、操縦士を夢見るようになったという。1939年のポーランド侵攻で父が戦死した後、1945年の終戦後に一家はビトムに引っ越した。
1946年、空への夢を諦められないヤレツキは母の署名を偽造してグライダー学校に入学し、4年後にはデンブリンのポーランド空軍学校（現・ポーランド空軍大学に入学した。1952年、空軍学校を首席で卒業したヤレツキは、ベモウォの第31戦闘機連隊に着任した。この部隊はポーランド人民空軍でMiG-15が最初に配備された部隊で、ロシア人教官による訓練が行われた。教官たちは、朝鮮戦争に参加するポーランド人操縦士を秘かに募集していたが、応じる操縦士がいなかったため、教官と操縦士たちの間で対立が生じていた。彼が操縦するLim-1（MiG-15）およびLim-2（MiG-15bis）は、当時最新鋭のジェット戦闘機の一つだった。一方で、人民空軍も操縦士の亡命が簡単であることは認識しており、操縦士の身辺調査はもちろんの事、政治将校による面談や報告書の提出、同僚の言動の密告などで彼らの行動を逐一監視し、少しでも不審な行動があれば召喚し、場合によっては除隊や逮捕もあり得た。ヤレツキは優秀な操縦士で同僚の評判も良かったが、父が軍人という非労働者階級の出身である上に、母ワレリナがビトムで商店経営をしていた期間があった。さらに、アメリカに母方の叔母がいることを隠していたヤレツキは、身の危険を感じ、1952年11月に亡命の準備を始めた。
同年11月、ヤレツキはレジコボの第28戦闘機連隊に転属した。レジコボはバルト海に面した沿岸の町で、2か月前にMiG-15が配備されたばかりの部隊の任務は、沿岸の監視だった。この部隊で、ヤレツキはデンマーク領のボーンホルム島にアメリカ軍の巨大基地があり、ポーランドに工作員を降下させ、農作物の害虫であるコロラドハムシを散布する飛行機が離着陸していると政治委員から聞かされた。

## 亡命

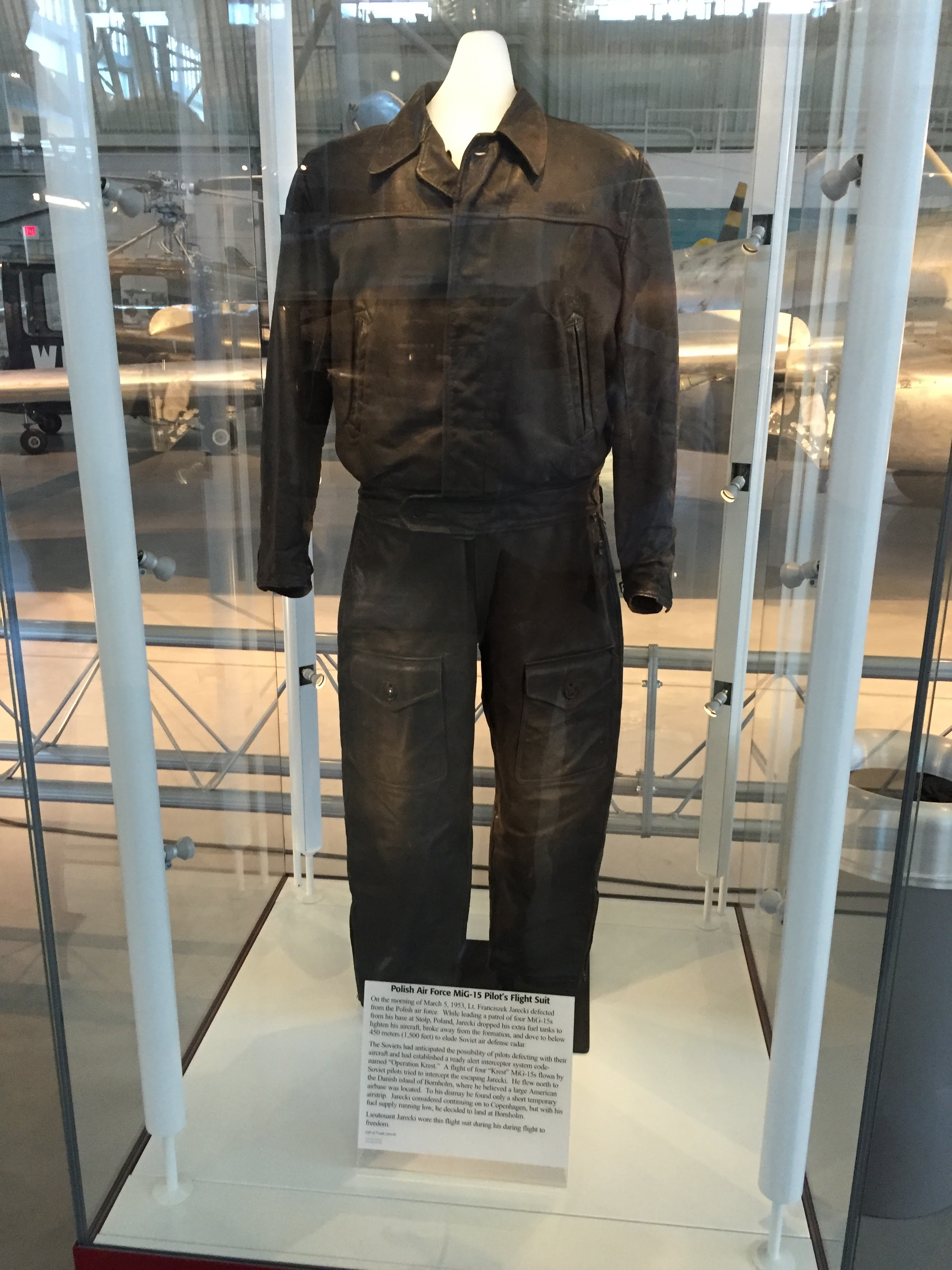
国立航空宇宙博物館で展示されるヤレツキの操縦服。2003年12月に同館に収蔵された。

1953年3月4日、ヤレツキは翌日の飛行訓練の計画を受領した。Lim-2（MiG-15bis）2機編隊でスウプスク-ダルウォヴォ-コウォブジェク - カミエン・ポモルスキのルートを高度1,500mで飛行するもので、コウォブジェクまでは同僚の中尉が先導し、そこからヤレツキが先導することになっていた。この時点でヤレツキは亡命を決断したが、この日の夜、ヤレツキは緊張で眠れなかった。
3月5日の朝、奇しくもヨシフ・スターリンの死が発表された日に、ヤレツキはLim-2による亡命を試みた。出発前、ヤレツキは整備中のLim-2に乗り込み、無線の周波数を確認した。ヤレツキは2機編隊のLim-2による哨戒飛行訓練に参加したとき、雲に入ったのを利用して編隊から外れ、増槽を投棄して機体を身軽にした上で、高度200mまで降下した。ヤレツキのLim-2を見失った僚機は、すぐに司令部に報告し、飛行ルート沿いに捜索を開始した。上官は彼の機体が墜落したと想定し、自ら飛行機を操縦して捜索を行ったが、見つかったのは増槽だけだった。
ヤレツキはボーンホルム島に向かい、島で最大の町であるレネ上空まで飛行した。しかし政治委員から聞かされていた話と異なり、ボーンホルム島にアメリカ軍の基地は無く、小規模な飛行場しか見つけることができなかった。ヤレツキはコペンハーゲンまで逃亡しようとしたが、燃料が不足していたため、島の飛行場に時速180kmで強行着陸した。
ヤレツキが最初に目撃したのは、ロシア語の看板だった。しかし、それは第二次世界大戦中にソ連の占領地域だった名残で、すぐに島民たちが集まってきた。ヤレツキがスターリンが死んだことを知ったのはこの時だった。島では、デンマーク当局によってアメリカから派遣された専門家がLim-2を解体し、コペンハーゲンで徹底的に調査したが、慣例に従い、数週間後に機体はポーランドへ返却された。ヤレツキはコペンハーゲンで尋問された後に西ドイツに送致され、ミュンヘンでラジオ・フリー・ヨーロッパに出演した。続いてロンドンに送られたヤレツキは、米英の諜報機関に尋問されたほか、ポーランド政府に市民権を剥奪され追放中の身だったヴワディスワフ・アンデルス将軍から功労十字章を授与された。その後、ヤレツキはアメリカに移住し、東側諸国の最新鋭機であるMiG-15を西側諸国に持ち込んだことで、50,000ドルの賞金を授与された。また、ドワイト・アイゼンハワー大統領の署名で、ポーランド系議員の「養子縁組」という形で市民権を得た。

## アメリカ移住後
アメリカ移住後も、ヤレツキはインタビューに何度も応じた。元ポーランド軍人でアメリカに移住していたヴィンツェンティ・コヴァルスキとアメリカ軍の基地を視察した。ハリウッドにも訪れ、従軍経験がある俳優のクラーク・ゲーブル、ロナルド・レーガンと友人となった。
彼はカリフォルニア大学とアライアンス カレッジを卒業後、技術科学の博士号を取得し、セールスマンとして働いた。1968年、ヤレツキはペンシルバニア州エリー郡フェアビューで宇宙ロケットの部品を製造するヤレツキ・バルブス社を設立した。会社の業績は良く、アジアとオーストラリアに子会社を設置する程だった。また、競馬場であるコモドール・ダウンズを所有したが、競馬場の経営は悪く、1988年に閉鎖した。この間、ヤレツキは2度結婚し、6人の子供をもうけた。
2006年、TVNで放送された、1944年から1989年の間に亡命した人物を紹介するドキュメンタリー番組「ウェルキ・ウチェスキ（「大亡命」の意）」は、第1回「Jarecki」でヤレツキの亡命を取り上げた。
2010年10月24日、ヤレツキはペンシルバニア州エリーの自宅で死去した。

## 影響

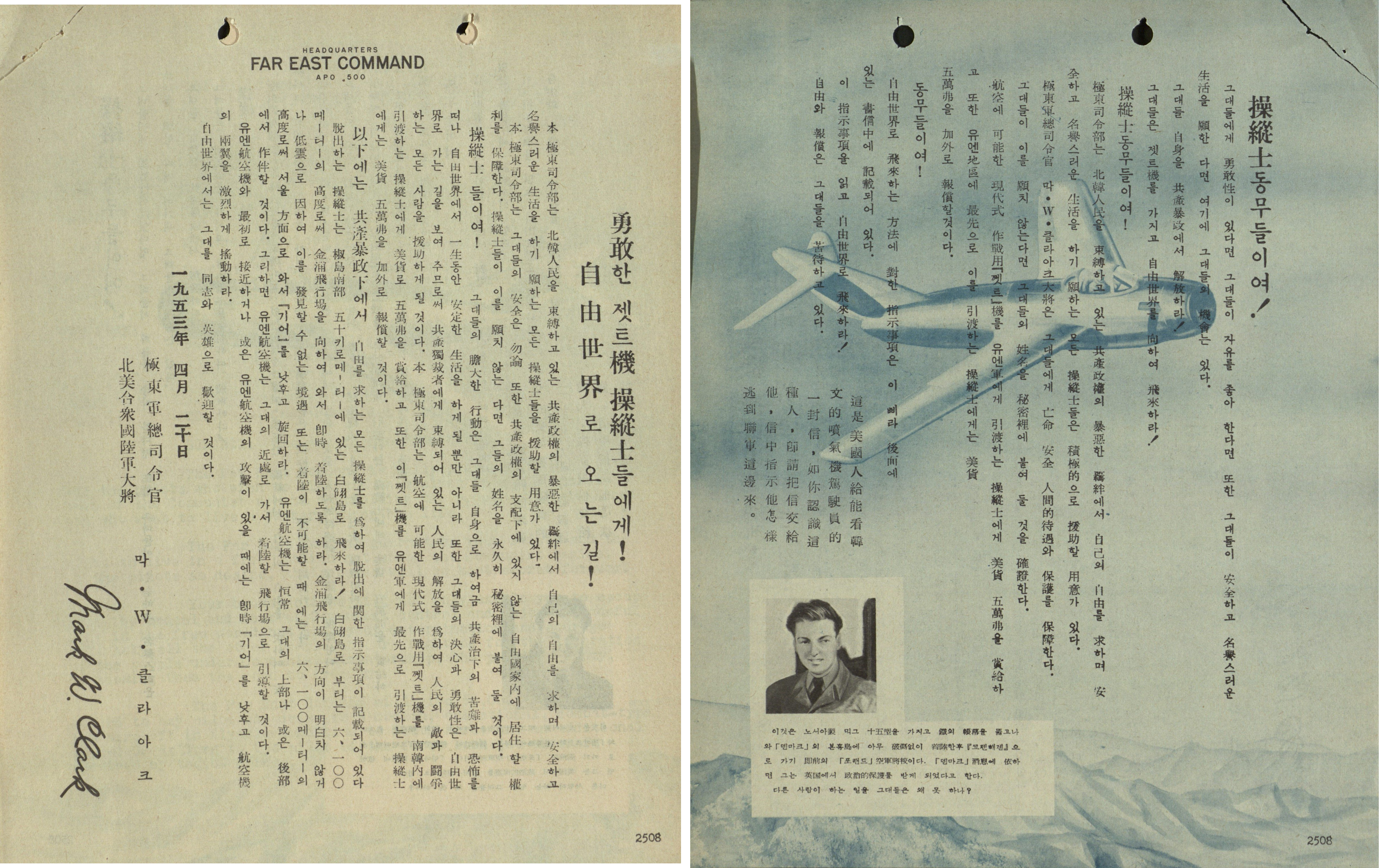
朝鮮人民軍空軍の操縦士向けに国連軍が散布した、投降を呼びかける伝単。写真と共にヤレツキの亡命について触れている。

### 身辺への処分・暗殺未遂
ヤレツキの亡命に伴い、第28戦闘機連隊では隊員の大規模な粛清が行われた。上官や同僚は解任され、操縦士としてのキャリアを絶たれたほか、中には収監された者もいた。社会主義政権によるヤレツキ周囲への冷遇は母ワレリナにも及び、彼女が息子との再会のために海外渡航を許されたのは晩年、しかもカナダ経由という条件付きであった。
社会主義政権による粛清の手は、ヤレツキ自身にも及んだ。1960年代初頭、ポーランドでは亡命した操縦士が暗殺されたという噂がたった。実際にヤレツキも、1961年に車を運転中に襲撃されたことがあったが、幸いヤレツキは無傷だった。

### その後の軍用機による亡命
ヤレツキが亡命して数か月後、ズジスワフ・ヤシヴィンスキが空軍機でボーンホルム島に亡命した。3年後には、空軍学校の学生4人が2機のYak-18練習機に分乗し、チェコスロバキアの国境を越えてオーストリアのウイーン近郊に着陸した。

### 飛行機強奪作戦の中止
アメリカ中央情報局（CIA）は、ポーランド人操縦士によるソ連製軍用機の強奪計画を進めていた。当時、イギリスには第二次世界大戦中にイギリス空軍で活躍し、戦後ポーランド政府に市民権を剥奪され帰国できない元ポーランド軍人がいた。そこで彼らをポーランドに送り込み、ポーランド人民空軍の軍用機を強奪させようとしたのである。既にCIAで秘密任務に就いていたユゼフ・ジェカをはじめ、ルドヴィク・マーテルやステファン・ヤヌスがメンバーに挙げられていた。しかし、ヤレツキがポーランド製だがMiG-15bisで亡命してきたことや、半年後には朝鮮人民軍空軍の盧今錫もソ連製のMiG-15bisで韓国に亡命したことから、これらの計画は中止された。